# Ляене-Вірумаа
Західна Віронія, або Ля́ене-Ві́румаа (ест. Lääne-Virumaa або Lääne-Viru maakond) — повіт в Естонії, розташований в північно-східній частині країни. З півночі омивається водами Фінської затоки. Межує з повітами Іда-Вірумаа на сході, Йиґевамаа на півдні і Гар'юмаа і Ярвамаа на заході. Адміністративний центр — місто Раквере. Повіт в адміністративному відношенні поділяється на 1 місто і 7 волостей. Південна частина повіту лежить у межах Пандівереської височини. Там розташовується обширна карстова зона, звідки беруть початок багато річок.

## Географія
У повіті міститься найстаріший в Естонії Лахемааський національний парк.
Річки: Кунда.

## Населення
Для повіту, як і в цілому для Естонії, характерний природний спад населення. На 01.01.2006 в ньому проживали 66.464 особи, з яких 46,2 % — чоловіки, 53,8 % — жінки. Загальний коефіцієнт народжуваності в повіті склав у 2006 р. 9,5 ‰, смертності — 13,8 ‰, а коефіцієнт природного спаду відповідно — −4,3 ‰. У відмінності від сусіднього повіту Іда-Вірумаа, у Ляене-Вірумаа переважає естонське населення. Естонці становлять 84,8 % населення, росіяни — 10,7 %, фіни — 1,5 %, українці — 1,4 %, інші (білоруси, німці, татари, вірмени) — 1,6 %. 16,5 % мають вік до 14 років, працездатне населення — 66,6 %, старше 65 років — 16,8 %. Густота населення — 18,7 чол./км².

## Адміністративно-територіальний поділ
До адміністративної реформи 2017 року до складу повіту входило 15 муніципалітетів: 2 міські та 13 волостей.
Міські муніципалітети:
 Кунда (ест. Kunda)
 Раквере (ест. Rakvere)
Волості:
 Вінні (ест. Vinni vald)
 Віру-Ніґула (ест. Viru-Nigula vald)
 Віхула (ест. Vihula vald)
 Вяйке-Маар'я (ест. Väike-Maarja vald)
 Кадріна (ест. Kadrina vald)
 Лаеквере (ест. Laekvere vald)
 Раквере (ест. Rakvere vald)
 Ракке (ест. Rakke vald)
 Рягавере (ест. Rägavere vald)
 Симеру (ест. Sõmeru vald)

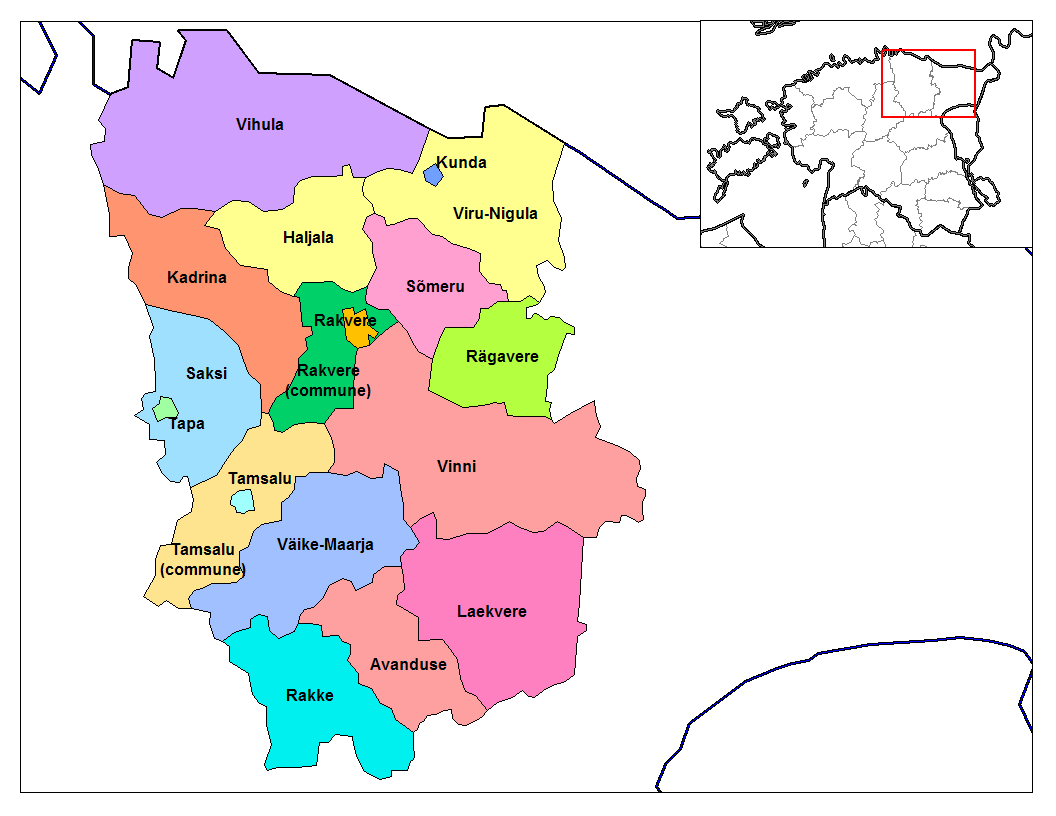
Муніципалітети повіту Ляене-Вірумаа

 Тамсалу (ест. Tamsalu vald); включаючи місто Тамсалу (ест. Tamsalu)
 Тапа (ест. Tapa vald); включаючи місто  Тапа (ест. Tapa)
 Хальяла (ест. Haljala vald)
З 2017 року повіт складється із 1 міста (Раквере) і 7 волостей - Вінні, Віру-Ніґула, Вяйке-Маар'я, Гальяла, Кадріна, Раквере, Тапа

## Найбільші міста
Міста з населенням понад 2,5 тисяч осіб:
| Назва міста | Населення, осіб (2009) |
| ----------- | ---------------------- |
| Раквере     | 16569                  |
| Тапа        | 6413                   |
| Кунда       | 3689                   |
| Тамсалу     | 2534                   |

## Галерея

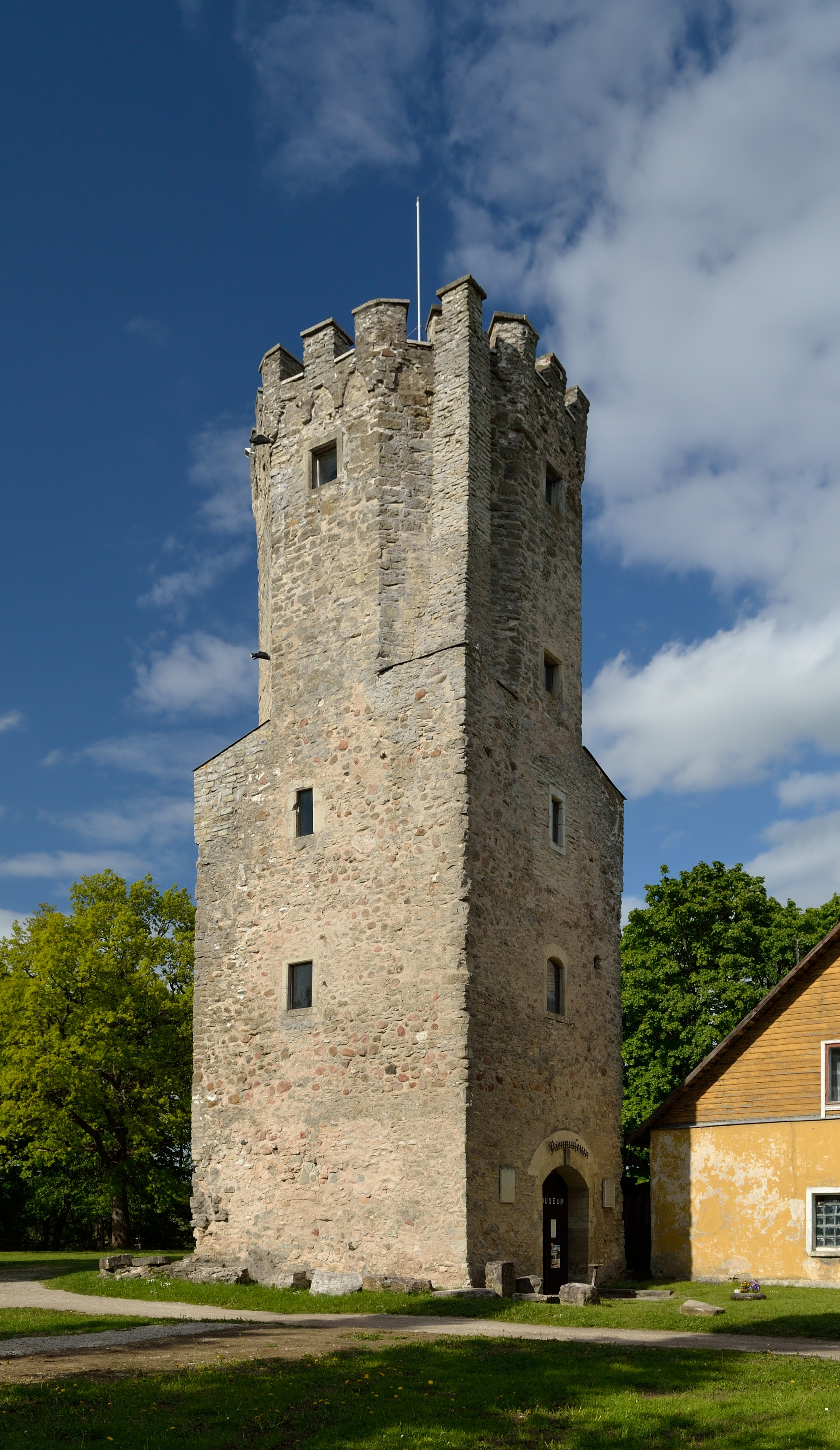
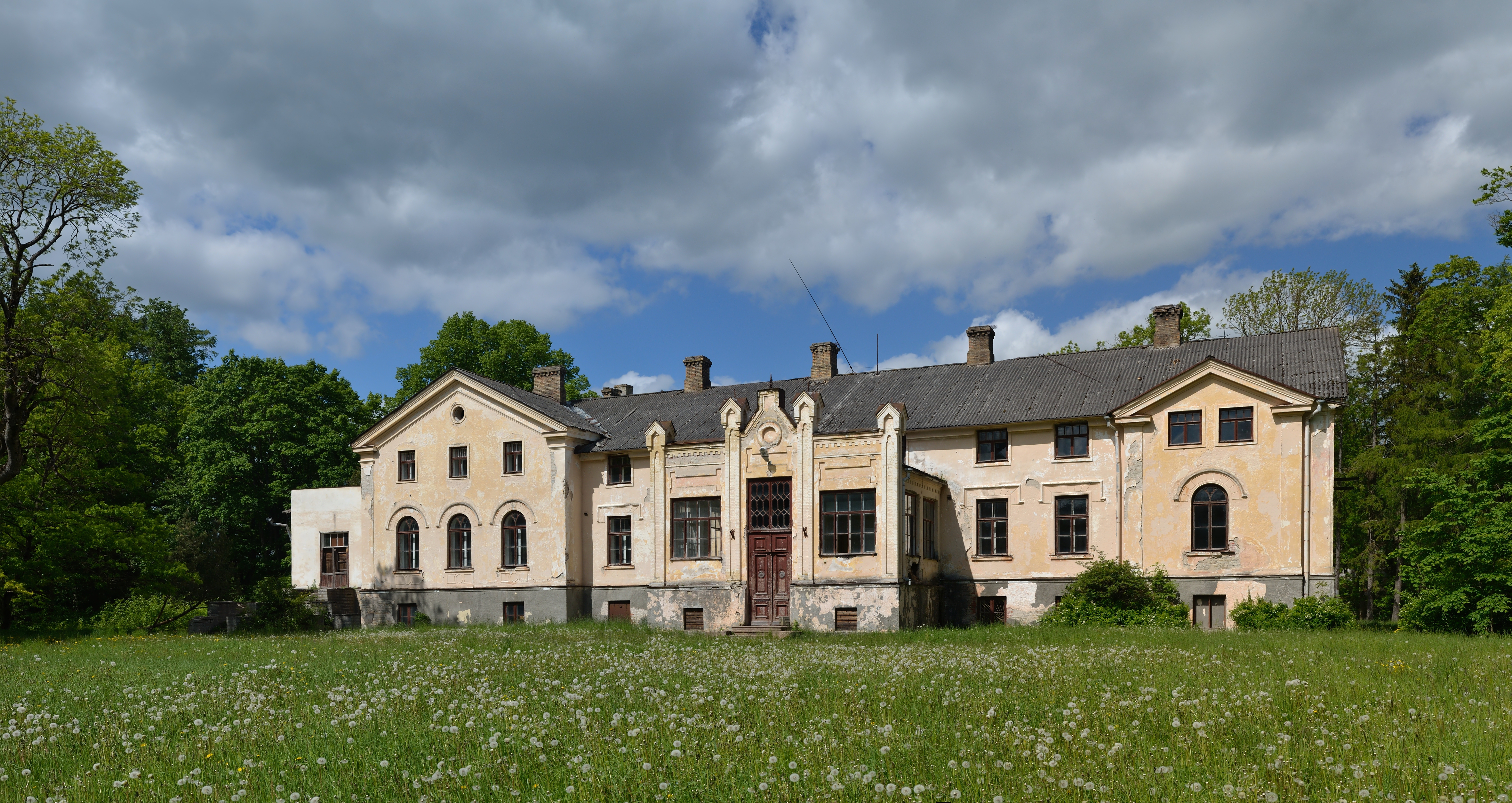
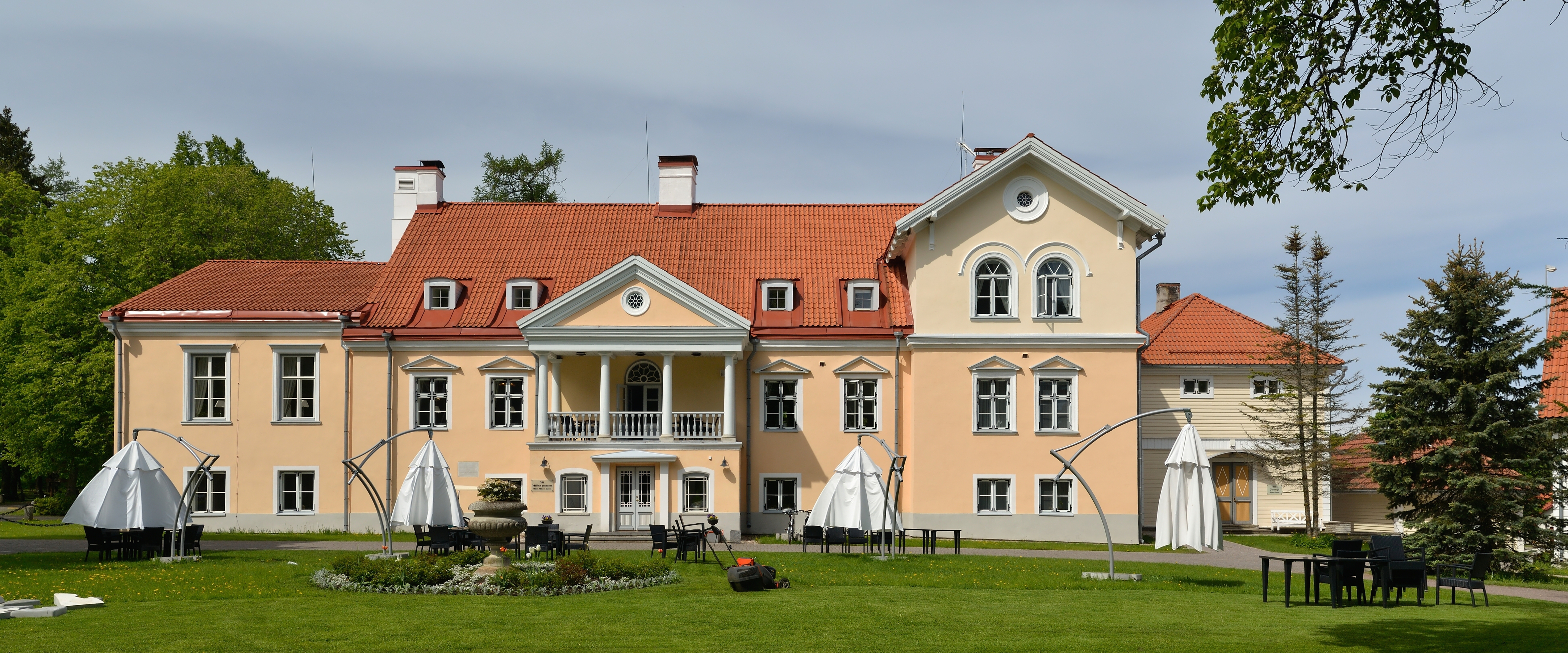
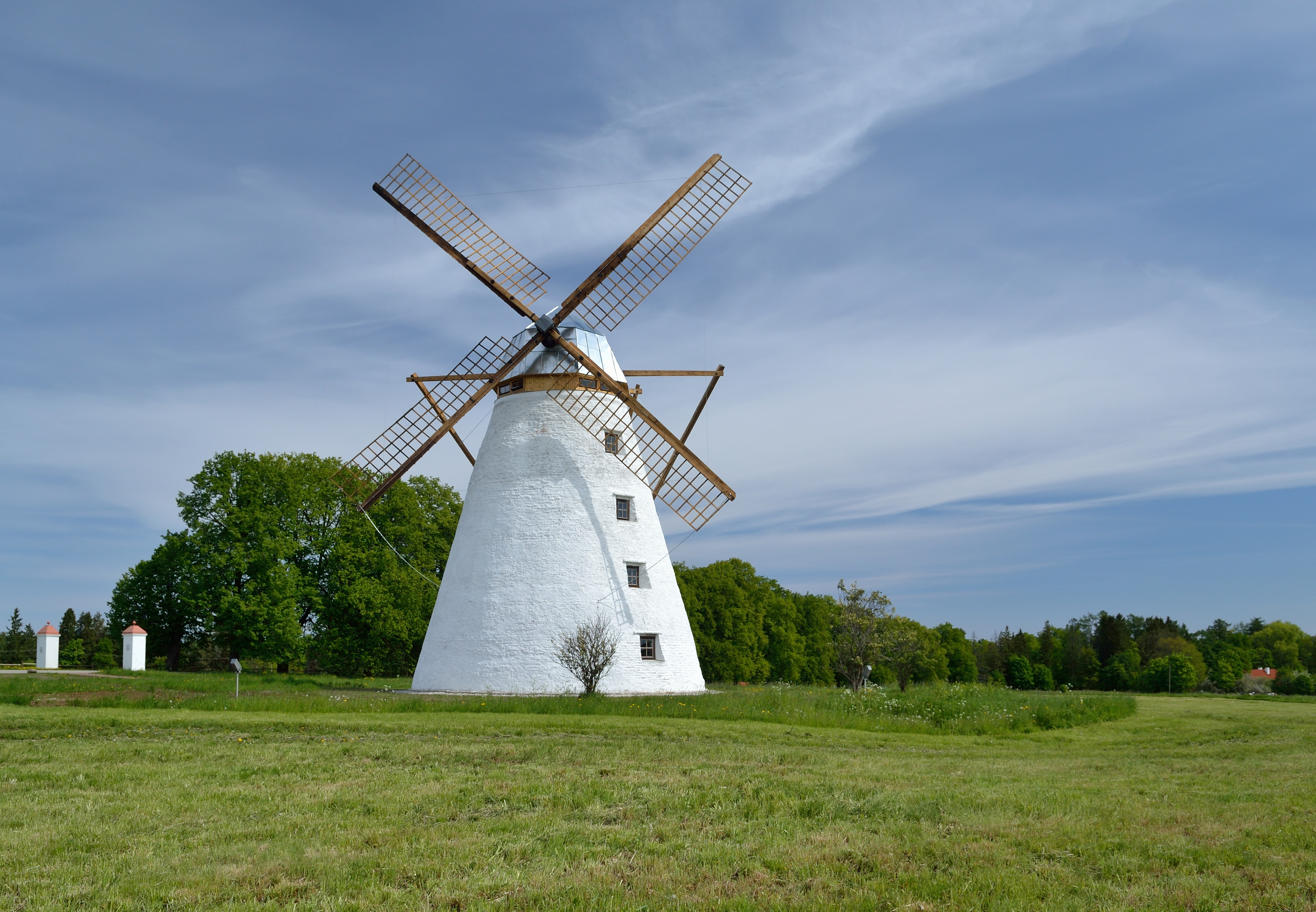
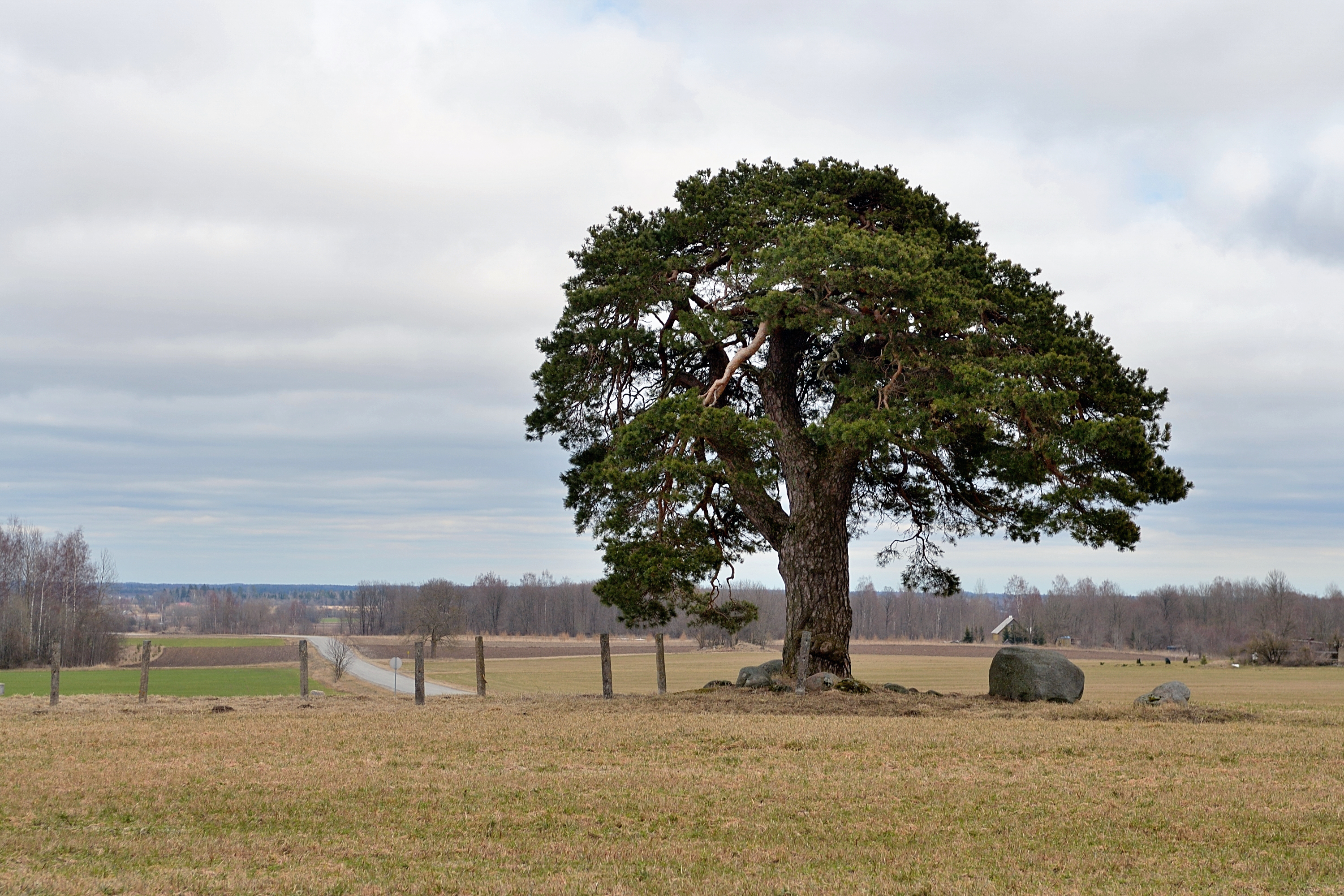
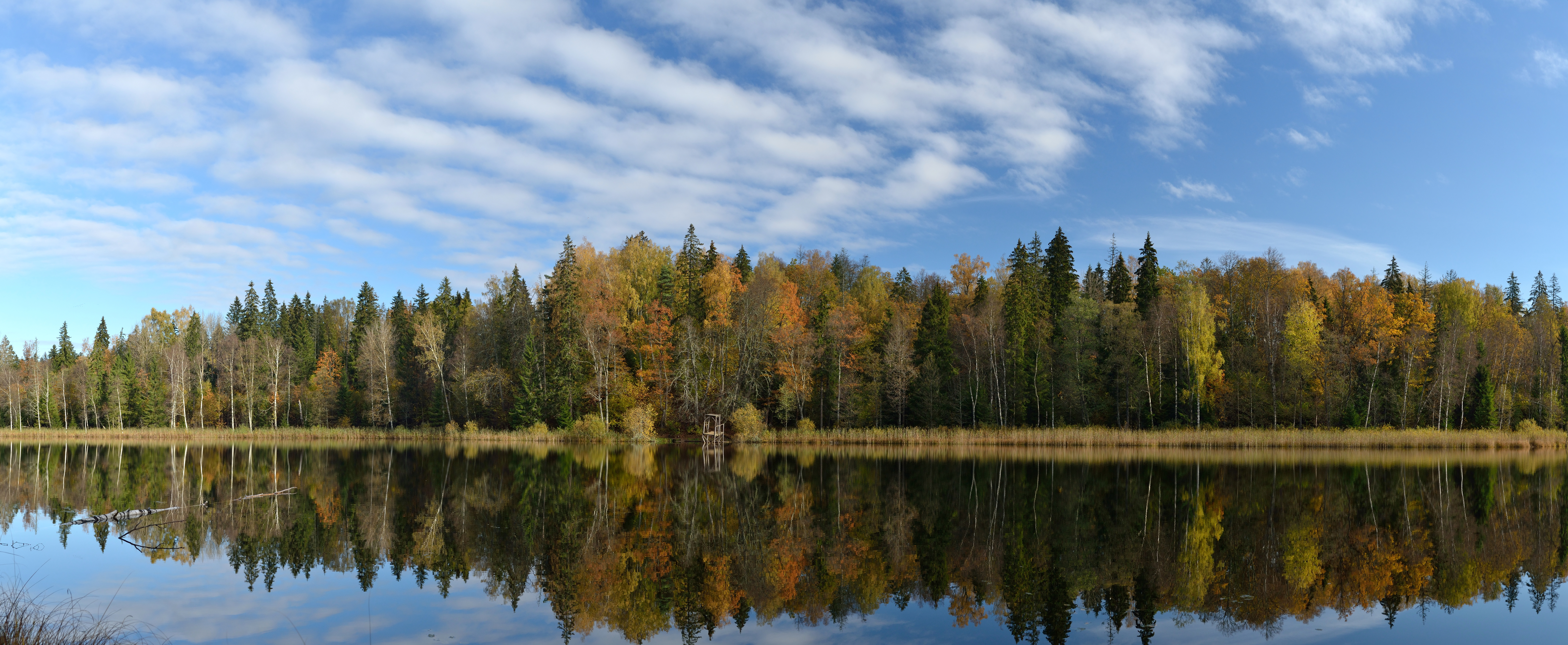